# Далемское кладбище

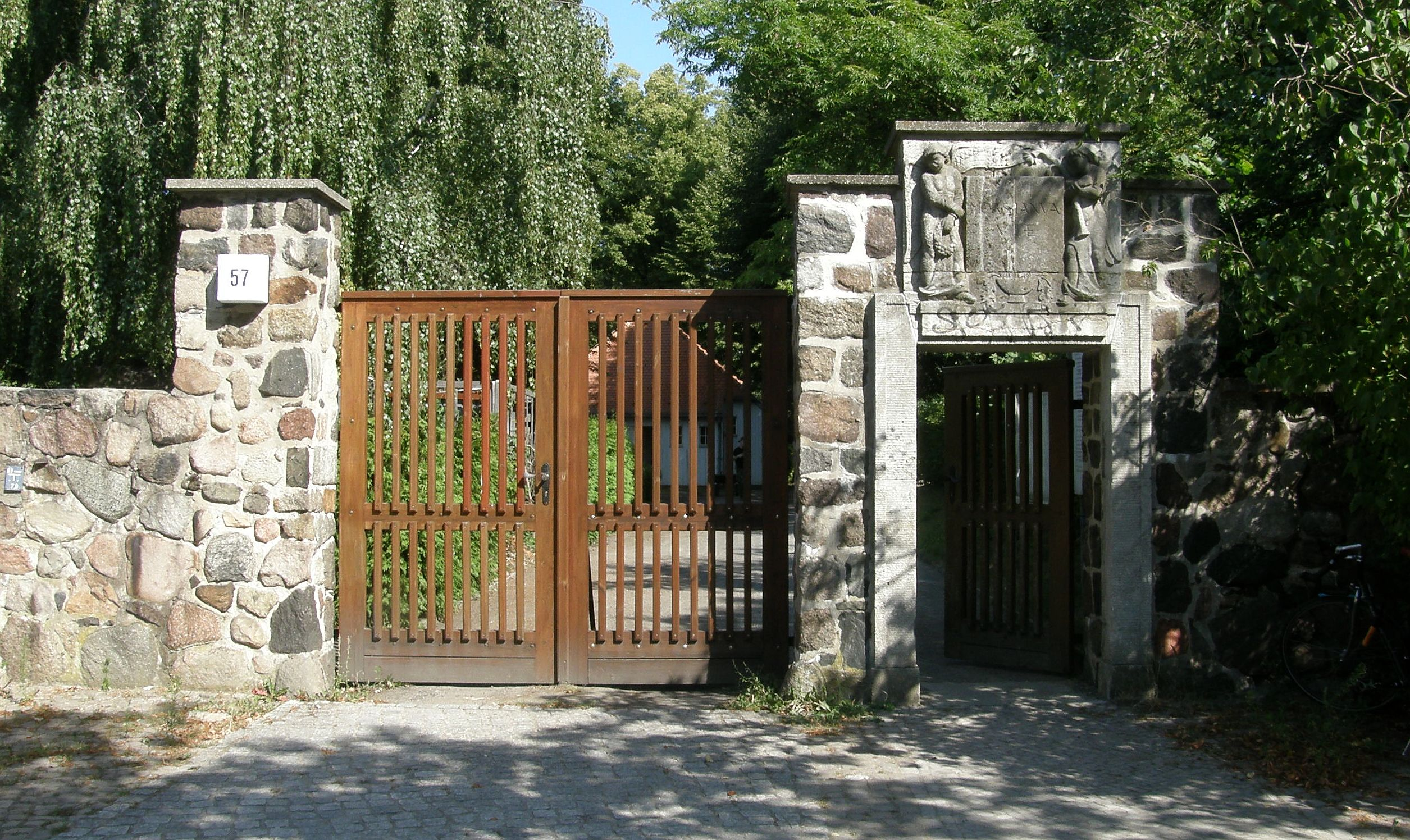
Ворота Далемского кладбища

Далемское кладбище (нем. Friedhof Dahlem) — кладбище в берлинском районе Далем. Появилось в 1908 году в связи с ростом населения Далема. Стены, ворота и траурный зал кладбища были возведены по проекту архитекторов Фридриха и Вильгельма Хеннингсов. В настоящее время имеет площадь в 1,1 га. Является памятником парковой архитектуры земли Берлин. На кладбище похоронены многие знаменитые личности, в том числе голландский химик Якоб Хендрик Вант-Гофф, немецкие актёры Карл Раддац, Эльза Вагнер и Пауль Бильдт, скульпторы Август Гауль и Макс Унгер. На кладбище также захоронены жертвы прошедших войн.